# 돈 프랭클린

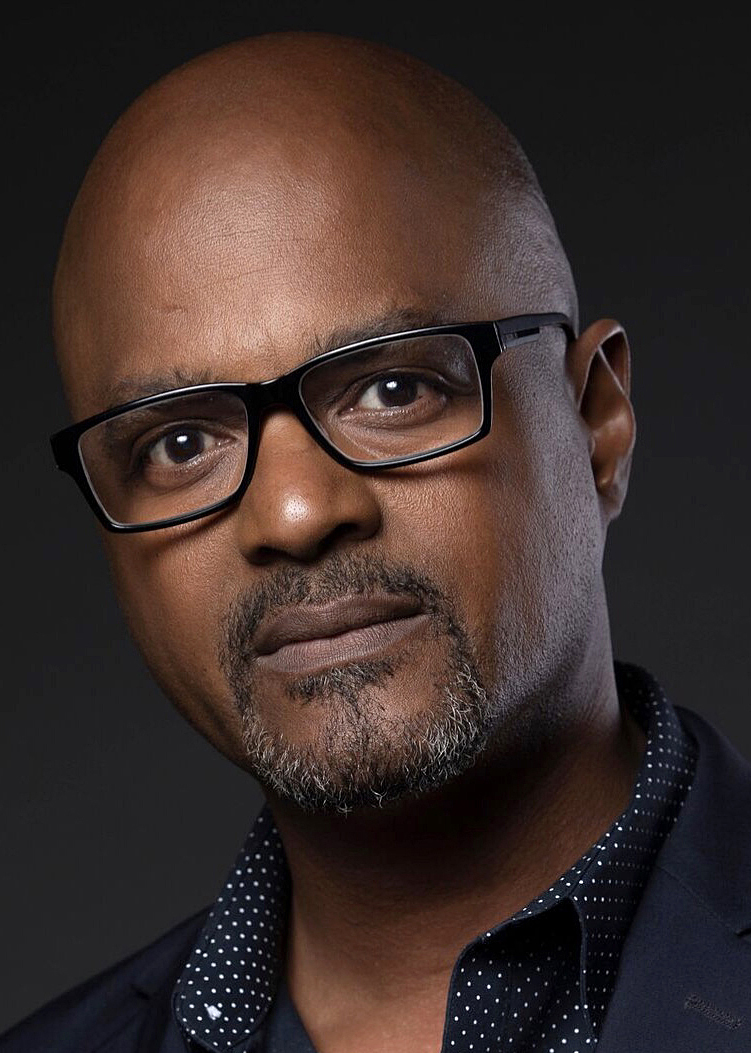

돈 프랭클린(Don Franklin, 1960년 12월 14일 ~ )은 미국의 배우, 영화배우, 텔레비전 배우이다. 시카고에서 태어났다.

## 출연 작품
- 저니맨 (2007년)
- 초콜렛 도넛 (2012년) - 로니 역
- 스페이스 비트윈 (2010년)
- 하우 투 메이크 러브 투 어 우먼 (2010년)
- 데이 브레이크 (2006년)
- 포리너 2 - 암흑의 새벽 (2005년)
- 헤어 쇼 (2004년) - 배질 역
- 더 디스트릭트 (2000년)
- 비트윈 더 시트 (1998년)
- 세븐 데이즈 (1998년)
- 소행성 (1997년)
- 낸시 이야기 (1995년)
- 내스티 보이스 2 - 죽음의 위기 (1990년)
- 할리우드의 출세기 (1989년)
- 기동타격대 (1989년)
- 평원의 추적자 (1989년)
- 사랑의 은하수 (1980년)

### 텔레비전
- 시퀘스트 DSV (1993-96)
- Living Single (1997)
- NCIS (2005-06) - 론 삭스 역